# Bodhisatva
Bodhisatva, kitajsko Pu-sa, je sanskrtki izraz, ki pomeni razsvetljeno bitje.
V mahajama budizmu je bodhisatva razsvetljeno bitje, ki se v desetih stopnjah prizadeva za razsvetljenje in odrešitev, pri čemer se - zaradi zaobljube - zavzema tudi za odrešitev vseh drugih bitij. Ko doseže sedmo stopnjo, postane transcedentni bodhisatva, oziroma veliko bitje imenovano tudi mahasatva pri čemer doseže osvoboditev iz samsare, a se hkrati odpove parinirvani, da bi lahko še naprej deloval v svetu, dokler ne bodo odrešena vsa bitja. Njegovo ravnanje tako odločata sočutje in modrost.
Bodhisatve se pojavljajo v skupinah po tri, pet ali osem. Najbolj znane ženske bodhisatve so Gvan-jin, Tara in Pradžnjaparamita. Ker se bodhisatve lahko hkrati pojavljajo na različnih mestih, jih upodabljajo z več glavami in rokami. Na glavi nosijo peterozobo krono vladarja naravnih sil.